# Janez IV. Egmontski
Janez IV. Egmontski (* 1499 ; † 29. aprila 1528 v Milanu ) je bil drugi grof Egmontski in nosilec reda zlatega runa. Bil je gospodar Hoogtwoude, Aartswoude, Baar ter Visokega gospostva Purmerland in Ilpendam.

## Življenje
Janez se je rodil v eni najbogatejših družin na Nizozemskem. Pri 17 letih je bil poročen z dedinjo Jakoba II. Luksemburškega-Fiennesa. Hkrati je postal komorni junker cesarja Karla V. Družina Luxemburg-Fiennes je imela velika gospostva v Artoisu in Pikardiji, kot so Auxy-le-chateau, Vennes, Montorgueil, Dompierre, Estouyes, Flavy, Fontaine-sur-Somme, Basentin, Averdoing, v grofiji St. Paul, baronija Fiennes, v Boulonoisu, grofija Gavere na Šeldi med Oudenaardejem in Gentom, veliko gospostvo Armentières in Erquinghem na Leieju, nedaleč od Lilla, baronija Sotteghem, v deželi Aelst, gospostvo Cantaing, eden od vrstnikov Cambresis, Hamaide, v Hainaultu, veliko gospostvo Vierde nedaleč od Charlemonta.
Grof se je večinoma zadrževal v cesarjevem spremstvu. Medtem je bratranec Karel Egmondski, vojvoda Gelderski, naredil deželo nevarno in so frizijske tolpe požgale vas Egmond. Vendar pa je grad Egmond uspešno branil njegov svak Janez Wassenaarski.
Leta 1527 ga je cesar imenoval za poveljnika lahke konjenice v Neaplju in Milanu. Med potovanjem je v Ferrari zbolel in kmalu zatem umrl v Milanu.

## Družina
Je sin Janeza III. Egmontskega (1438-1516) in njegove žene Magdalena Verdenberške (1464-1538), hčerke Jurija Verdenberškega. Po materi je bil drugi bratranec Habsburžanov, cesarja Maksimiljana in njegovega sina Filipa Lepega, španskega kralja.
Od leta 1516 je bil poročen s Frančiško Luksemburško, grofico Gavre, gospo Fienneško († 1. november 1557), hčerko Jakoba II. Luksemburškega-Fieneškega. Imela sta naslednje otroke:
- Margareta (* 1517/18; † 10. marec 1554) ⚭ 1. maja 1549 v Bruslju Nicolajem Lorenskim (1524–1577)
- Lamoral I.  (1522–1568) ⚭ 8 aprila 1544 v Speyerju Sabino Pfalško-Simerniško (* 13. junij 1528; † 19 junij 1578) hčerko Ivana II. Simerniškega
- Karel I. († 7. decembra 1541 v Kartageni)

## Spletne povezave
- rodovnik